# Théra (ancienne ville)
Pour les articles homonymes, voir Théra.

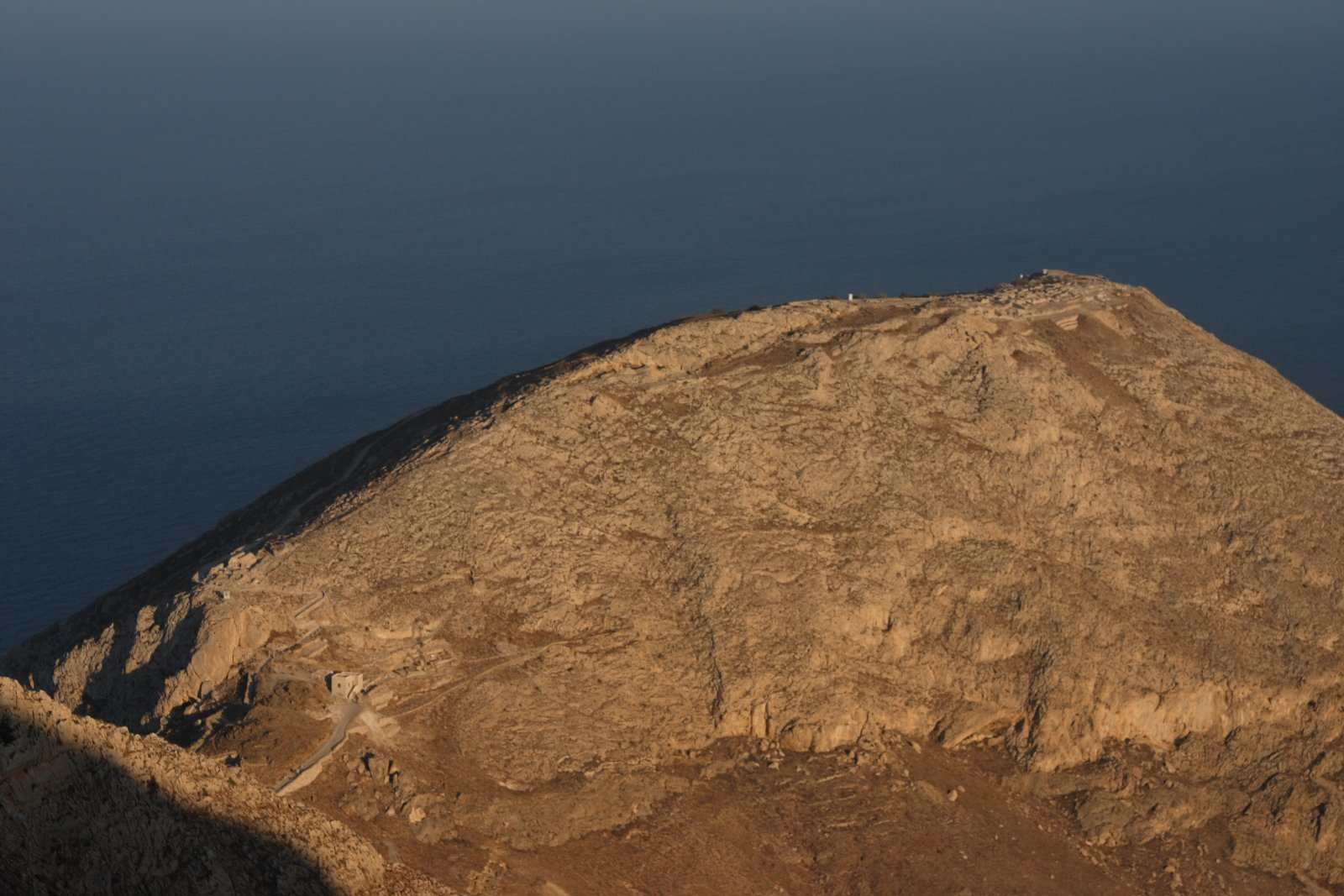
Vue du site depuis le mont Profitis Ilias

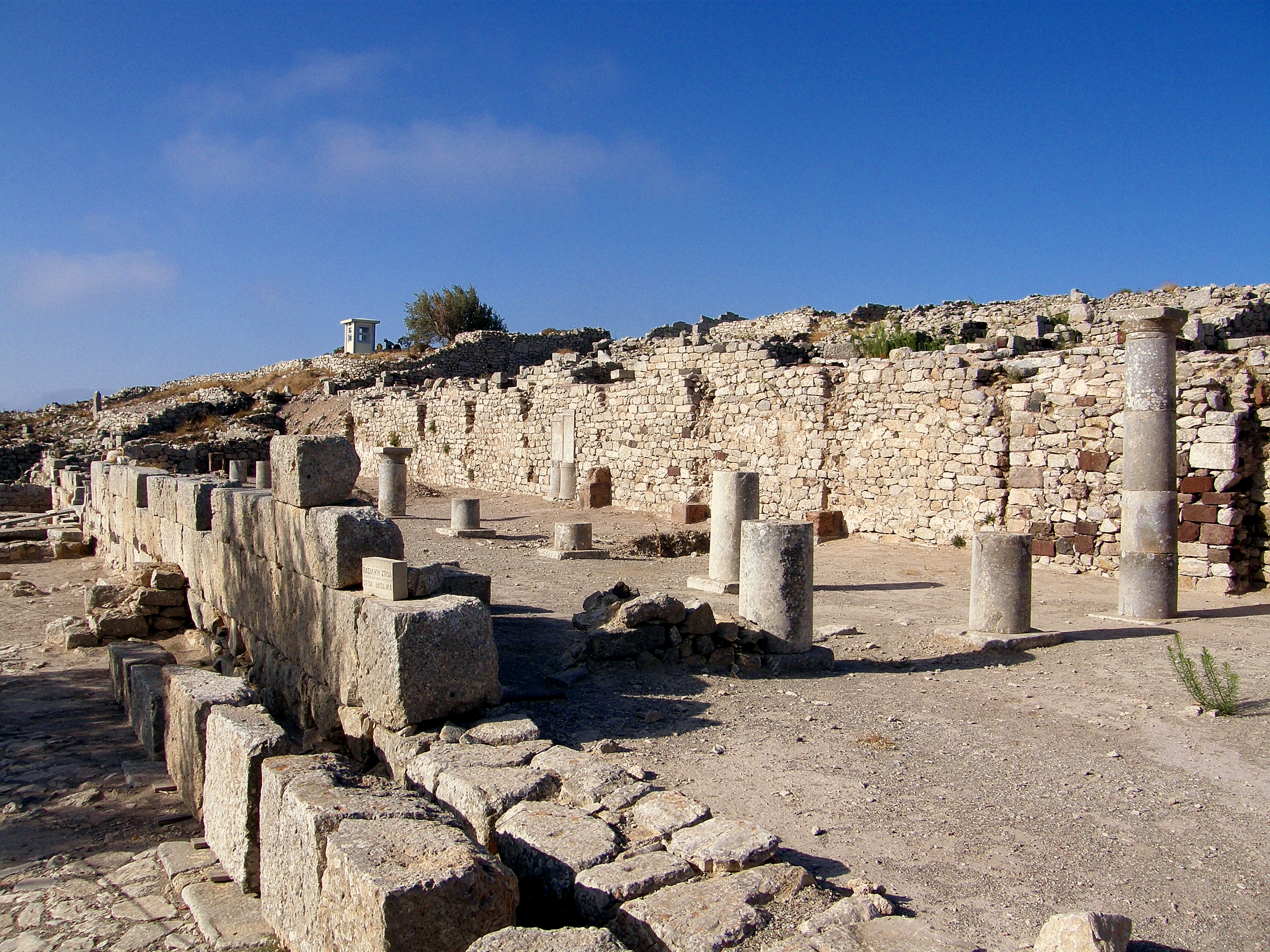
Ruines de la stoa basilique

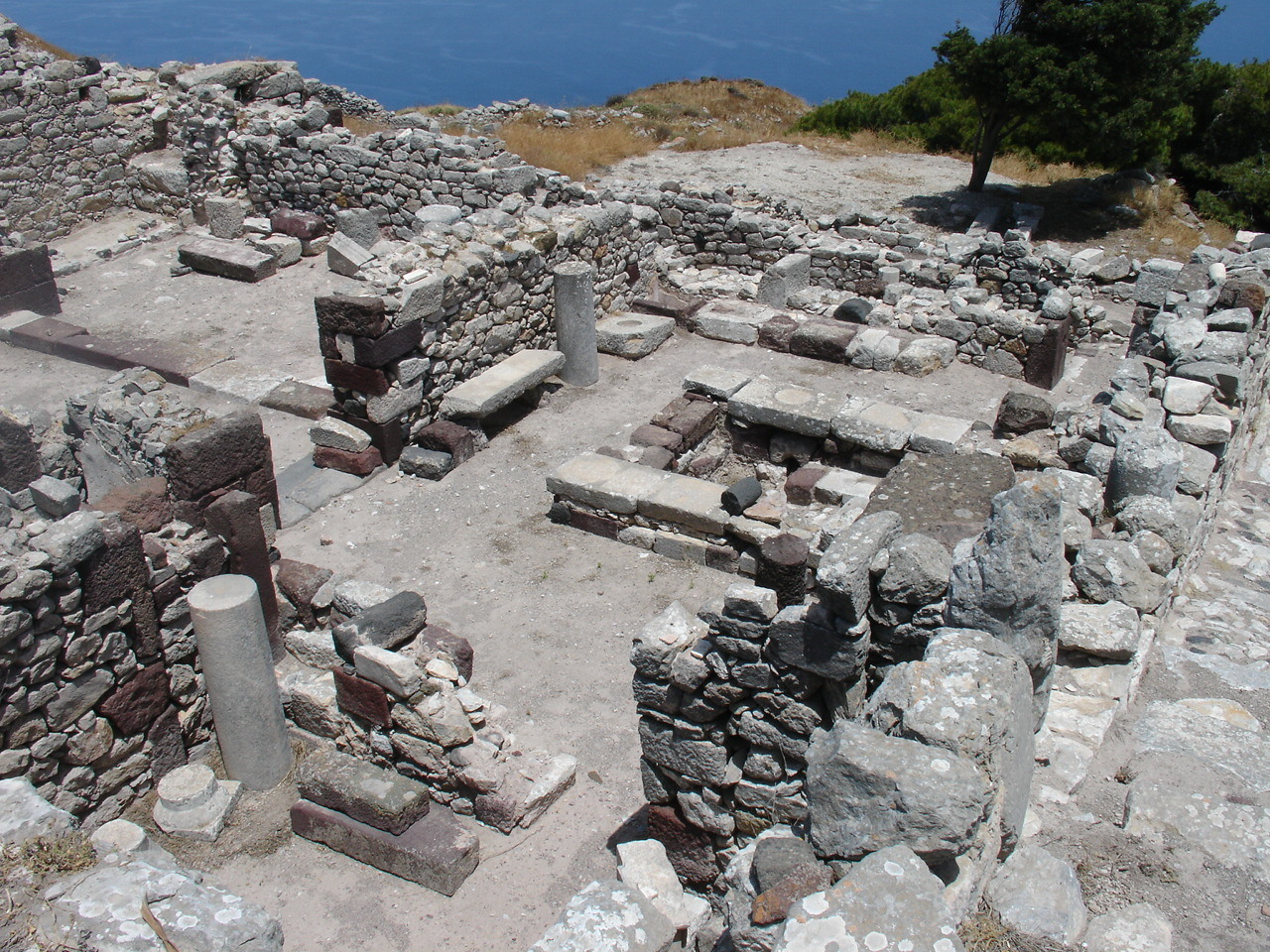
Ruine d'une maison

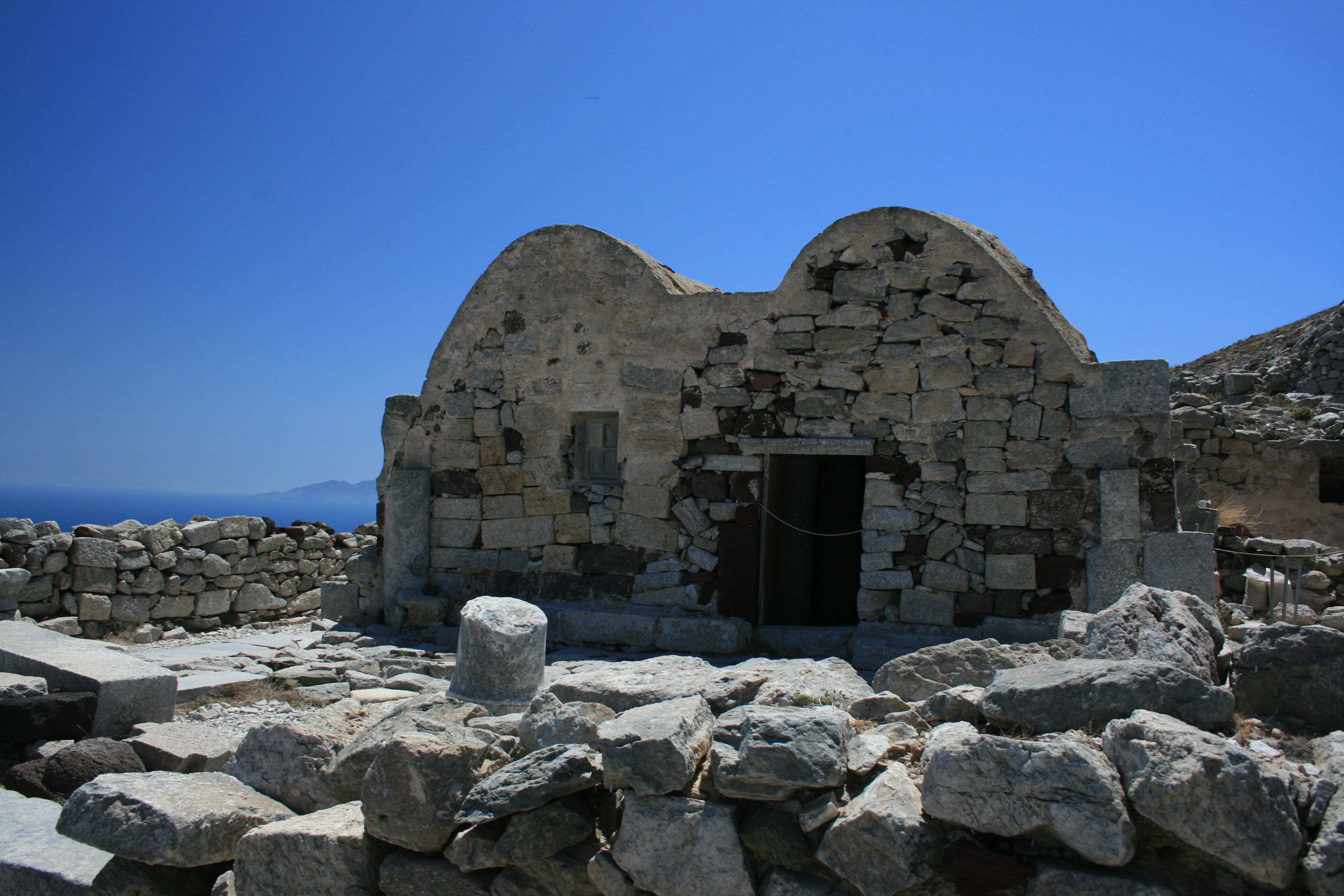
Église Ayos Stephanos, VIIIe siècle ou IXe siècle

Théra est une cité antique grecque, située dans l'île de Santorin, sur un promontoire rocheux. Originellement colonie de Sparte, elle fonda sa propre colonie, Cyrène, en Libye, au VIIe siècle av. J.-C. Habitée de façon continue de l'époque de la Grèce antique jusqu'à la période byzantine, la cité est abandonnée au Moyen Âge. Les archéologues la remettent au jour au XXe siècle.

## Histoire
Selon la tradition rapportée par Strabon et Hérodote, la cité fut fondée par des colons doriens originaires de Sparte et conduits par le héros légendaire et éponyme Théras. Le site choisi, le sommet allongé du mont Messavouno dominant la mer à 365 mètres de hauteur, présente une valeur stratégique évidente. La fondation pourrait dater du IXe siècle av. J.-C. selon des indices archéologiques.
Malgré sa faible importance, une partie de ses habitants la quittèrent, à la suite d'une terrible sécheresse selon Hérodote, pour fonder la colonie de Cyrène en Libye vers 630
Elle connut de profondes transformations au cours de la période hellénistique, devenant au IIIe siècle av. J.-C. la principale base de la flotte égyptienne ptolémaïque dans l'Égée, jusqu'en - 145. La ville fut alors rebâtie sur un plan régulier dit « hippodamique ». Les fouilles ont mis au jour la résidence de la garnison égyptienne, reconnue par les inscriptions des soldats, un temple de Sérapis, Isis et Anubis et un autel dédié à Ptolémée VI Philométor.
Au cours de la période romaine, la cité frappait sa monnaie. Tibère prit sous son patronage le gymnase d'éphèbes.
Elle fut le siège d'un évêché de l'Empire romain d'Orient, avec un premier évêque connu au IVe siècle, puis pendant la période byzantine. Elle fut abandonnée peu après une éruption du volcan central, en 726 apr. J.-C., peut-être en raison de l'activité volcanique, mais peut-être aussi à cause des raids des Sarrasins fréquents à l'époque.

## Fouilles archéologiques
L'archéologue allemand Friedrich Hiller von Gaertringen mena des fouilles sur le site de 1897 à 1904, dont il publia les comptes-rendus en 1905. Ultérieurement, Nikólaos Zafirópoulos explora la nécropole de Théra entre 1961 et 1982, sous l'égide de la Société archéologique d'Athènes. Les fouilles réalisées de 1990 à 1994 par Wolfram Hoepfner (de) affinèrent les connaissances sur la période dorienne de Théra.